# 一宫花园历史文化街区
天津一宫花园历史文化街区，位于天津市河北区。

## 形成
一宫花园历史文化街区形成于二十世纪初，胜利路以东为原意租界，以西为原奥租界的一部分，是当时的高档社区。

## 内部链接
- 天津意租界
- 天津意式风情区